# Condé-Northen
Pour les articles homonymes, voir Condé et Northen (Basse-Saxe).
Condé-Northen est une commune française située dans le département de la Moselle et le bassin de vie de la Moselle-est, en région Grand Est. Elle regroupe les villages de Loutremange, Northen et Pontigny.
C'est dans cette commune que se réunissent la Nied allemande et la Nied française pour former la Nied.

## Géographie
Condé-Northen est située à :
- 5 km de l'autoroute française A4 ;
- 23 km du centre de Metz ;
- 33 km du centre de Sarrelouis ;
- 51 km du centre de Sarrebruck.

Niché au cœur du Niedgau, la commune est située à proximité de la voie romaine Metz-Mayence. La confluence évoque la limite des langues entre parler roman et parler francique de cette terre.
| Charleville-sous-Bois | Hinckange     | Volmerange-lès-Boulay |
| Hayes Les Étangs      | Condé-Northen | Helstroff             |
| Courcelles-Chaussy    |               | Varize-Vaudoncourt    |

### Hydrographie
La commune est située dans le bassin versant du Rhin au sein du bassin Rhin-Meuse. Elle est drainée par la Nied, la Nied Allemande, le Rupt a Lue et le ruisseau Kleinbach.
La Nied, d'une longueur totale de 96,7 km, prend sa source dans la commune de Marthille, traverse 47 communes françaises, puis poursuit son cours en Allemagne où elle se jette dans la Sarre.
La Nied allemande, d'une longueur totale de 57,9 km, prend sa source dans la commune de Guenviller et se jette  dans la Nied sur la commune, après avoir traversé 23 communes.

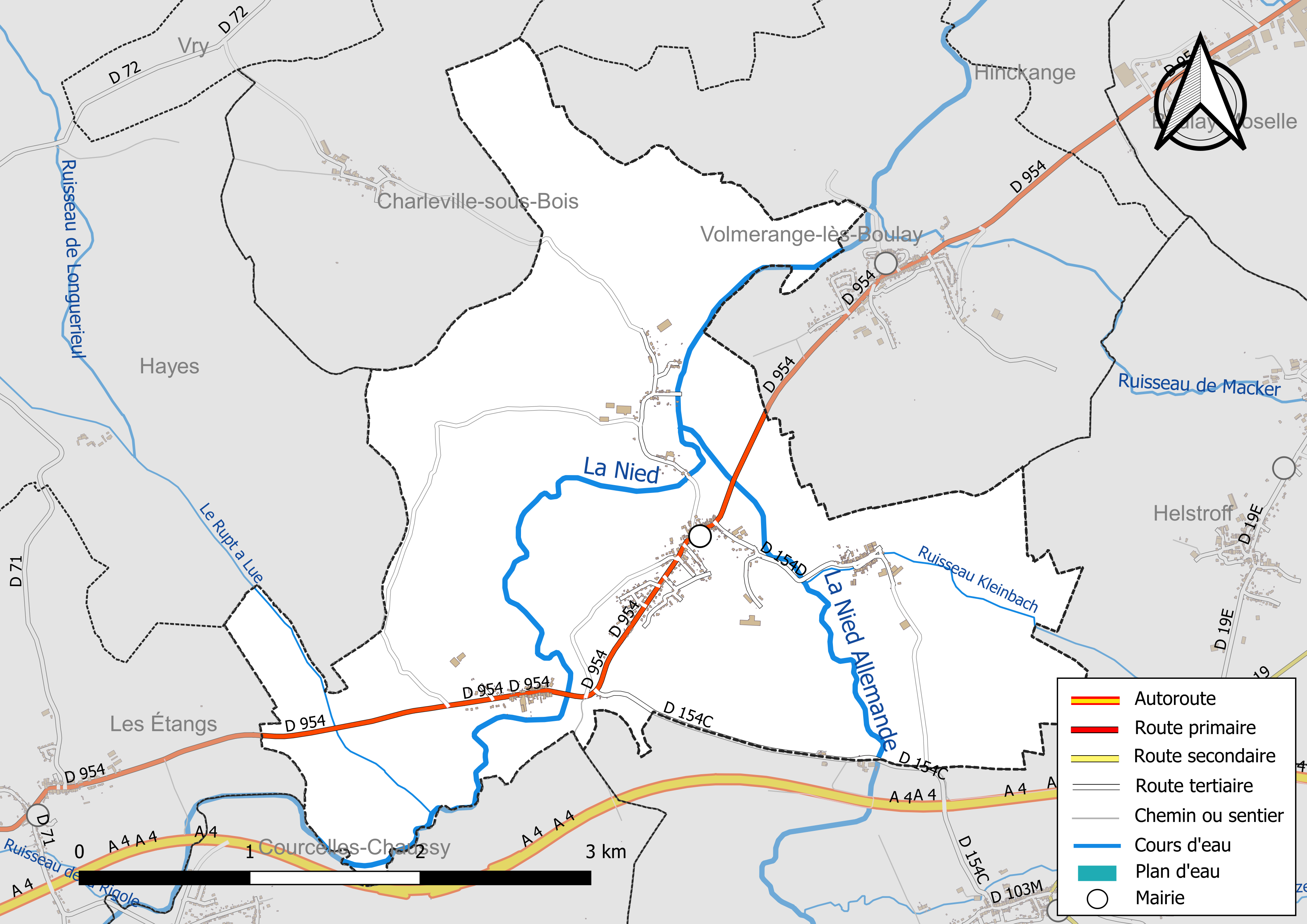
Réseaux hydrographique et routier de Condé-Northen.

La qualité des eaux des principaux cours d’eau de la commune, notamment de la Nied et de la Nied Allemande, peut être consultée sur un site dédié géré par les agences de l’eau et l’Agence française pour la biodiversité.

### Climat
Pour des articles plus généraux, voir Climat du Grand Est et Climat de la Moselle.
En 2010, le climat de la commune est de type climat océanique dégradé des plaines du Centre et du Nord, selon une étude du Centre national de la recherche scientifique s'appuyant sur une série de données couvrant la période 1971-2000. En 2020, Météo-France publie une typologie des climats de la France métropolitaine dans laquelle la commune est exposée à un climat semi-continental et est dans la région climatique  Lorraine, plateau de Langres, Morvan, caractérisée par un hiver rude (1,5 °C), des vents modérés et des brouillards fréquents en automne et hiver. 
Pour la période 1971-2000, la température annuelle moyenne est de 9,8 °C, avec une amplitude thermique annuelle de 16,9 °C. Le cumul annuel moyen de précipitations est de 762 mm, avec 11,7 jours de précipitations en janvier et 9,3 jours en juillet. Pour la période 1991-2020, la température moyenne annuelle observée sur la station météorologique de Météo-France la plus proche, « Lesse_sapc », sur la commune de Lesse à 22 km à vol d'oiseau, est de 10,7 °C et le cumul annuel moyen de précipitations est de 694,0 mm. 
La température maximale relevée sur cette station est de 40 °C, atteinte le 25 juillet 2019 ; la température minimale est de −20,7 °C, atteinte le 20 décembre 2009,,. 
Les paramètres climatiques de la commune ont été estimés pour le milieu du siècle (2041-2070) selon différents scénarios d'émission de gaz à effet de serre à partir des nouvelles projections climatiques de référence DRIAS-2020. Ils sont consultables sur un site dédié publié par Météo-France en novembre 2022.

## Urbanisme

### Typologie
Au 1er janvier 2024, Condé-Northen est catégorisée commune rurale à habitat dispersé, selon la nouvelle grille communale de densité à sept niveaux définie par l'Insee en 2022.
Elle est située hors unité urbaine. Par ailleurs la commune fait partie de l'aire d'attraction de Metz, dont elle est une commune de la couronne,. Cette aire, qui regroupe 245 communes, est catégorisée dans les aires de 200 000 à moins de 700 000 habitants,.

### Occupation des sols
L'occupation des sols de la commune, telle qu'elle ressort de la base de données européenne d’occupation biophysique des sols Corine Land Cover (CLC), est marquée par l'importance des territoires agricoles (81,3 % en 2018), une proportion sensiblement équivalente à celle de 1990 (81,6 %). La répartition détaillée en 2018 est la suivante : 
terres arables (40,5 %), prairies (38,3 %), forêts (16,1 %), zones urbanisées (2,7 %), zones agricoles hétérogènes (2,4 %). L'évolution de l’occupation des sols de la commune et de ses infrastructures peut être observée sur les différentes représentations cartographiques du territoire : la carte de Cassini (XVIIIe siècle), la carte d'état-major (1820-1866) et les cartes ou photos aériennes de l'IGN pour la période actuelle (1950 à aujourd'hui).

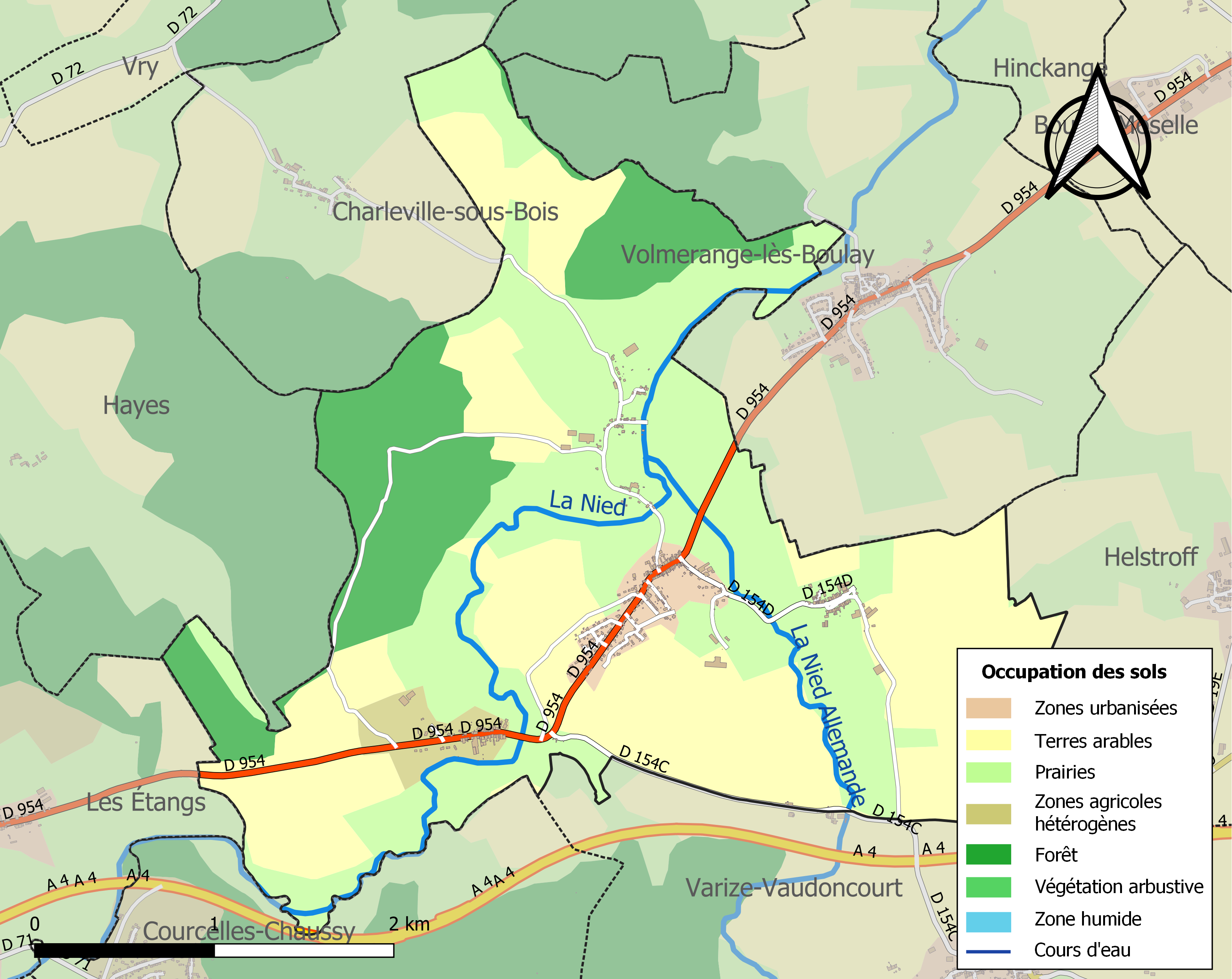
Carte des infrastructures et de l'occupation des sols de la commune en 2018 (CLC).

## Toponymie
- Condé : Cundium ou Cundicum en 787, Condeis en 1119, Condey en 1404, Conchem en 1511, Conchen alias Condé en 1594, Coucheim et Couchen en 1606, Coninchen au XVIIe siècle, Couchon en 1779, Connichen (carte Cassini). En allemand: Contchen[16], Konden (1940-44). En francique lorrain : Konchen.
- Northen : Nortten en 1618, Nortin (carte Cassini), Northene (1793).
- Loutremange : Leutermingas (825), Leotermingis (1139), Louderdange (1308), Lontremange (1793), Lautermanges (1794). En allemand : Lautermingen[16].
- Pontigny : Bruque en 1339, Brücke en 1485, Nydbrück alias Pont de Nied au XVIe siècle, Nidbrück et Pontnied en 1542, Nidbrücken alias Pont de Niet en 1594, Niedbruch en 1606, Niedbroug au XVIIe siècle, Pontigni en 1756. En allemand : Niedbrücken[16].

## Histoire
- Mentionné Cundium en 787, au confluent des deux Nied.
- Dépendait de l'ancienne province de Lorraine (bailliage de Boulay).
- En 1849, 52 habitants furent contaminés par le choléra, mais seulement 2 en sont morts[17].

### Fusion des communes
Au début du XIXe siècle, il existait quatre communes indépendantes sur le territoire actuel de Condé-Northen : Condé, Northen, Pontigny et Loutremange. Successivement les communes ont fusionné :
- le 28 mai 1804 : Northen fut rattachée à la commune de Condé. La nouvelle commune prend le nom de Condé-Northen ;
- le 8 novembre 1810 : rattachement de Pontigny ;
- le 1er juin 1979 : après délibérations des conseils municipaux (27 décembre 1978 pour Loutremange et 29 janvier 1979 pour Condé-Northen) un arrêté préfectoral est signé pour le rattachement de la commune de Loutremange.

Il est à noter qu'un projet, qui resta sans suite, de fusion entre Volmerange-lès-Boulay et Loutremange fut approuvé par les communes concernées en novembre 1806. Ce projet fut transmis au ministère de l'Intérieur de l'époque pour avis et approbation.

### Le chemin de fer
Au XIXe siècle, la commune fut desservie par le transport ferroviaire. La commune était une étape sur l'ancienne ligne traversant le Pays de Nied (ligne de Metz à  Teterchen via Boulay-Moselle). Entre 1871 et 1876 la gare fut construite ainsi que probablement les deux maisons de garde barrière. En 1876, une première voie fut construite suivi d'une seconde en 1888. Après 70 ans de service, la ligne est désaffectée par étape, en 1948 il n'y a plus de train de voyageurs et le 2 octobre 1960 la gare est fermée définitivement. En juillet 1969, les voies sont déclassées. Les bâtiments sont ensuite vendu à des particuliers et les terrains correspondant à l'emprise des voies sont acquis par la commune.
Aujourd'hui les voies ont été démontées.  Mais il reste encore des ouvrages :
- la gare à l'entrée de Condé en venant de Metz au no 23 de la rue de la Gare ;
- une ancienne maison de garde barrière : située entre Pontigny et Condé à l'intersection entre la D 954c et la D 954, au no 30, rue de la Gare ;
- la seconde ancienne maison de garde barrière : au no 11 de la rue de Loutremange (D 54d).

Il reste également des traces : 
- le pont de fer au-dessus de la Nied allemande ;
- la digue en prolongement du pont de fer ;
- des talus à proximité de la gare.

Une partie du parcellaire dédiée à la voie a été démembrée. Plusieurs lotissements y sont aménagés.

## Politique et administration

### Maire de Loutremange
| Période                                  | Période | Identité                  | Étiquette | Qualité |
| ---------------------------------------- | ------- | ------------------------- | --------- | ------- |
| 1940                                     | 1945    | Suppression de la commune |           |         |
| 1945                                     | 1947    | Charles Mathieu           |           |         |
| 1947                                     | 1953    | Henri Becker              |           |         |
| 1953                                     | 1955    | Ernest Hilt               |           |         |
| 1955                                     | 1975    | Théophile Hartard         |           |         |
| 1975                                     | 1979    | Hubert Mathieu            |           |         |
| Les données manquantes sont à compléter. |         |                           |           |         |

### Maire de Condé-Northen
| Période                                  | Période   | Identité                                 | Étiquette | Qualité                                   |
| ---------------------------------------- | --------- | ---------------------------------------- | --------- | ----------------------------------------- |
| Les données manquantes sont à compléter. |           |                                          |           |                                           |
| maire en 1837                            | ?         | M. Marcus                                |           | Propriétaire, conseiller d'arrondissement |
| 1903                                     | 1914      | Louis Lezer                              |           |                                           |
| 1914                                     | 1929      | Nicolas Becker                           |           |                                           |
| 1919                                     | 1929      | Pierre Léonard                           |           |                                           |
| 1929                                     | 1940      | Charles Lecomte                          |           |                                           |
| 1940                                     | 1944      | Suppression de la commune                |           |                                           |
| 1945                                     | 1951      | Émile Albert                             |           |                                           |
| 1951                                     | 1971      | Gervais Hesse                            |           |                                           |
| 1971                                     | 1979      | Henri Schoun                             |           |                                           |
| 1979                                     |           | Fusion de Condé-Northen avec Loutremange |           |                                           |
| 1979                                     | 1989      | Henri Schoun                             |           |                                           |
| mars 1989                                | mars 2008 | Jean-Claude Viaux                        |           |                                           |
| mars 2008                                | En cours  | Patrick Pierre                           | MoDem-UDI |                                           |

En 1979, lors de la fusion des communes de Loutremange et Condé-Northen, il n'y a pas eu d'élections anticipées, le maire de Loutremange devenant adjoint, et le maire de Condé-Northen de l'époque devenant maire des communes fusionnées.

## Démographie
La population est restée stable au cours des années 1960 et 1970.
Entre 1975 et 1982 le nombre d'habitants a augmenté de 69 %. Cela s'explique essentiellement par deux faits.
- Le premier : la fusion de la commune de Condé-Northen et de la commune de Loutremange en 1979. Cette année-là, Loutremange avait 42 habitants.
- Le second : la réalisation de lotissement au lieu-dit les Grandes Rayes, comprenant la rue du Duché de Lorraine, l'allée des Tanneurs, l'allée des Huiliers et une partie de la rue de la Gare.

Ensuite la population reste relativement stable jusqu'au milieu des années 2000.
Depuis le nouveau millénaire, deux grandes vagues de constructions ont eu lieu expliquant cette nouvelle augmentation de population.
- La première : la réalisation d'un ensemble de maisons mitoyennes, renouant avec la tradition locale du village rue, créant une nouvelle voie privée au sud ouest de l'église perpendiculaire à la rue des Deux-Nieds.
- La seconde : un nouvel ensemble de maisons individuelles réalisé dans le prolongement de la rue du Lin et s'étendant perpendiculairement à celle-ci le long de l'ancienne voie ferrée.

La population devrait encore augmenter dans les années à venir : du fait de l'extension de la zone construite, en cours, le long de l'ancienne voie ferrée et de la pression démographique qu'exerce l'agglomération messine.

L'évolution du nombre d'habitants est connue à travers les recensements de la population effectués dans la commune depuis 1793. Pour les communes de moins de 10 000 habitants, une enquête de recensement portant sur toute la population est réalisée tous les cinq ans, les populations de référence des années intermédiaires étant quant à elles estimées par interpolation ou extrapolation. Pour la commune, le premier recensement exhaustif entrant dans le cadre du nouveau dispositif a été réalisé en 2007.

En 2022, la commune comptait 722 habitants, en évolution de +7,92 % par rapport à 2016 (Moselle : +0,52 %, France hors Mayotte : +2,11 %).
| 1793 | 1800 | 1806 | 1821 | 1836 | 1841 | 1861 | 1866 | 1871 |
| ---- | ---- | ---- | ---- | ---- | ---- | ---- | ---- | ---- |
| 386  | 245  | 424  | 546  | 514  | 553  | 486  | 496  | 460  |

| 1875 | 1880 | 1885 | 1890 | 1895 | 1900 | 1905 | 1910 | 1921 |
| ---- | ---- | ---- | ---- | ---- | ---- | ---- | ---- | ---- |
| 481  | 452  | 431  | 427  | 409  | 396  | 366  | 358  | 330  |

| 1926 | 1931 | 1936 | 1946 | 1954 | 1962 | 1968 | 1975 | 1982 |
| ---- | ---- | ---- | ---- | ---- | ---- | ---- | ---- | ---- |
| 323  | 294  | 278  | 305  | 270  | 268  | 267  | 274  | 534  |

| 1990 | 1999 | 2006 | 2007 | 2012 | 2017 | 2022 | - | - |
| ---- | ---- | ---- | ---- | ---- | ---- | ---- | - | - |
| 507  | 526  | 558  | 563  | 644  | 678  | 722  | - | - |

## Culture locale et patrimoine

### Lieux et monuments

#### Édifices civils
- Passage d'une voie romaine à Condé et à Loutremange (vestiges d'une villa).
- Oratoire à Notre-Dame-de-l'Unité.

Photographies de Condé-Northen
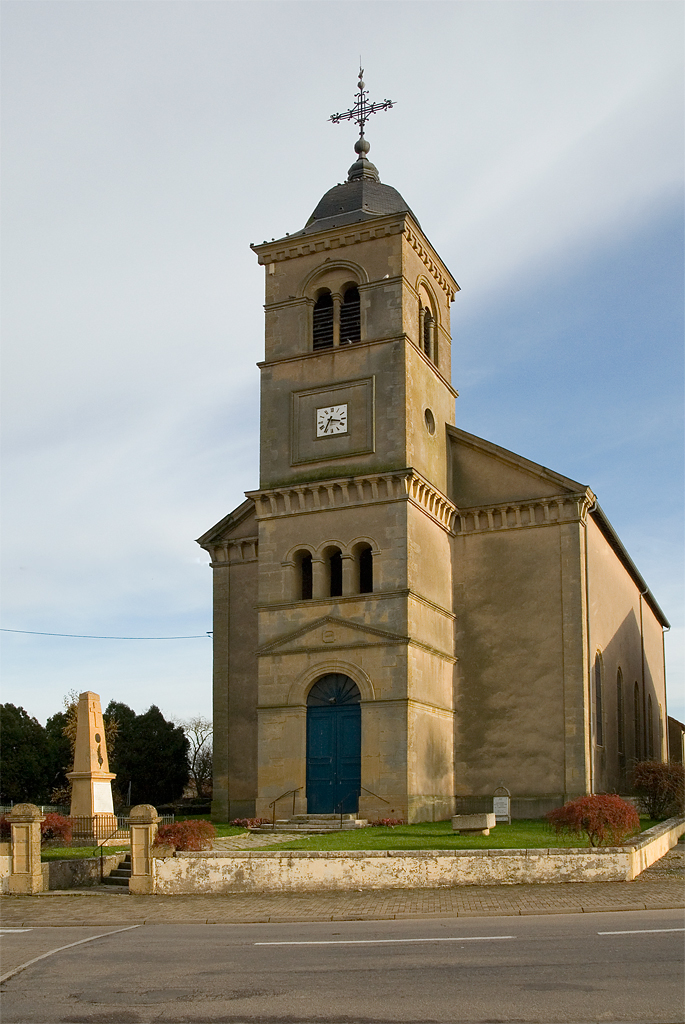
Église Saint-Germain de Condé-Northen.
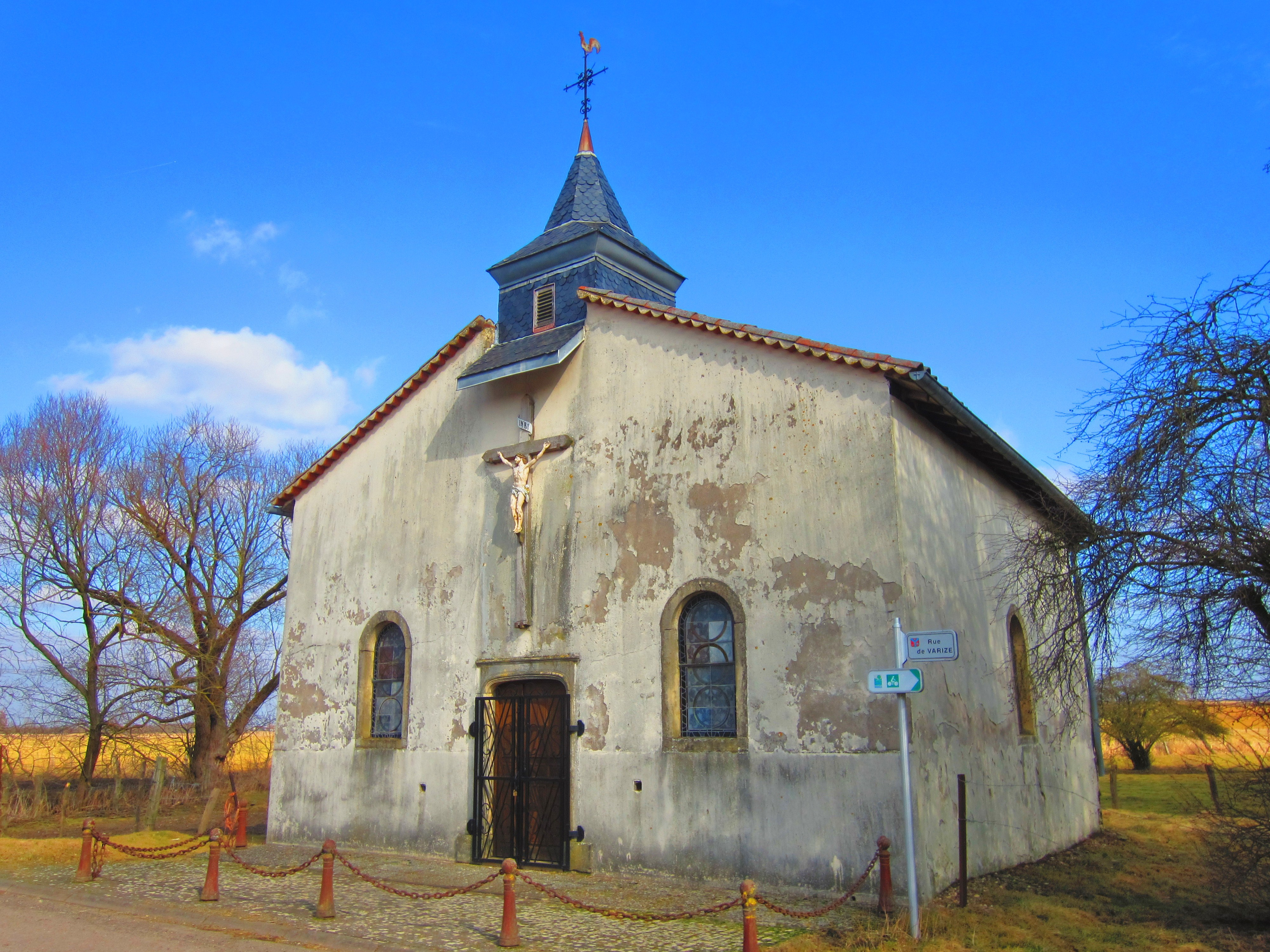
Chapelle Saint-Nicolas de Loutremange.
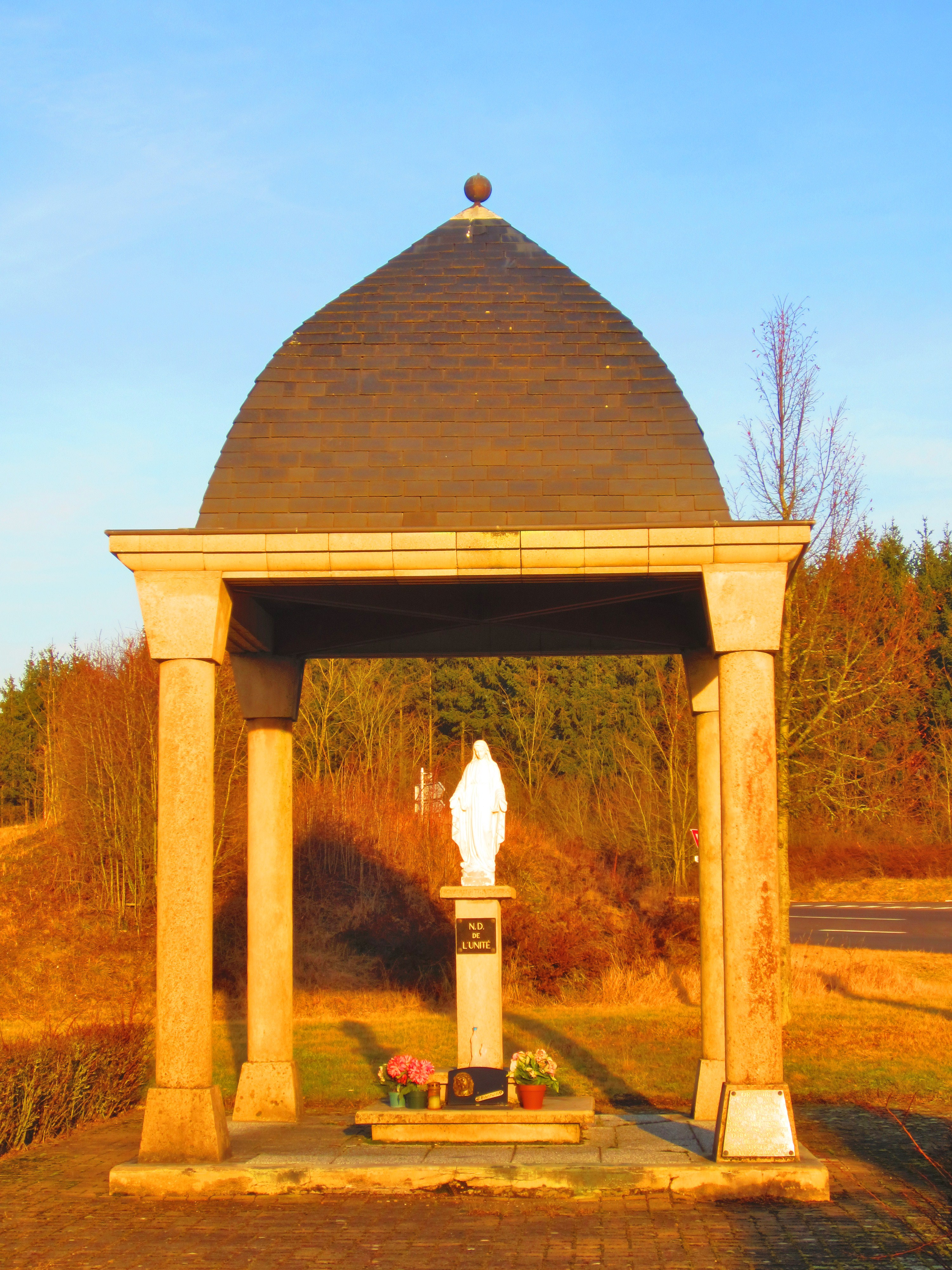
Oratoire à Notre-Dame de l'Unité.

#### Édifices religieux

##### Église Saint-Germain de Condé-Northen
L'actuelle église fut érigée en Pierre de Jaumont entre 1846 et 1849. Elle remplace une autre église qui était située proche de l'actuel cimetière de la commune. Cette dernière fut probablement construite au XIIe siècle. Elle fut démolie car jugée trop vétuste en 1846.
Certains éléments ont été utilisés pour bâtir la nouvelle église :
- des pierres de taille  pour le clocher ;
- des pierres de taille  à la base de l'édifice sur un mètre de hauteur ;
- la clef de voûte à huit ogives du XVIe siècle ;
- un tabernacle (armoire eucharistique) du XVe siècle ;
- un tronc en chêne daté de 1608 ;
- deux bas-reliefs du XVIIe siècle ;
- des fonts baptismaux du XVIe siècle.
- Les orgues ont été construites en 1875 par la manufacture Dalstein et Haerpfer de Boulay-Moselle et rénovées en 1974 ;
- À la suite d'une tempête en juin 1860, la flèche du clocher tombe. Après conseils d'un architecte, le nouveau clocher aura une forme en dôme, offrant moins de prise au vent. La nouvelle toiture s'achève en octobre 1864 ;
- Les cloches : plusieurs furent réquisitionnées, 2 en 1917, 3 en 1943 ;
- En 1955, la toiture est rénovée ;
- En 1975, d'importants travaux de rénovation sur le clocher sont effectués, celui-ci portait encore les traces de la Seconde Guerre mondiale.

##### Chapelle Saint-Nicolas de Loutremange
Elle est située au bout de la rue Principale à Loutremange.
Sa construction s'est achevée en  1764. Il existait autrefois une autre chapelle Saint-Nicolas, jugée trop petite et trop vétuste, elle est détruite en 1758.
La cloche Marie a été fondue en 1821 à Metz, les habitants l'ont protégée des deux grandes guerres en la cachant successivement dans la Nied et un tas de charbon.
Quelques dates marquantes liées à son entretien : 
- 1890 : pose d'un dallage ;
- 1980 : réfection des façades ;
- 1980 : travaux sur la toiture et le clocheton afin de mettre le site hors d'eau ;
- 1992 : rénovation complète de l'intérieur (menuiseries, dallages, décorations) et extérieur (un nouveau crépi sur une hauteur de 2 m, nouvelle peinture, réfection de la croix).

Photographies de Condé-Northen
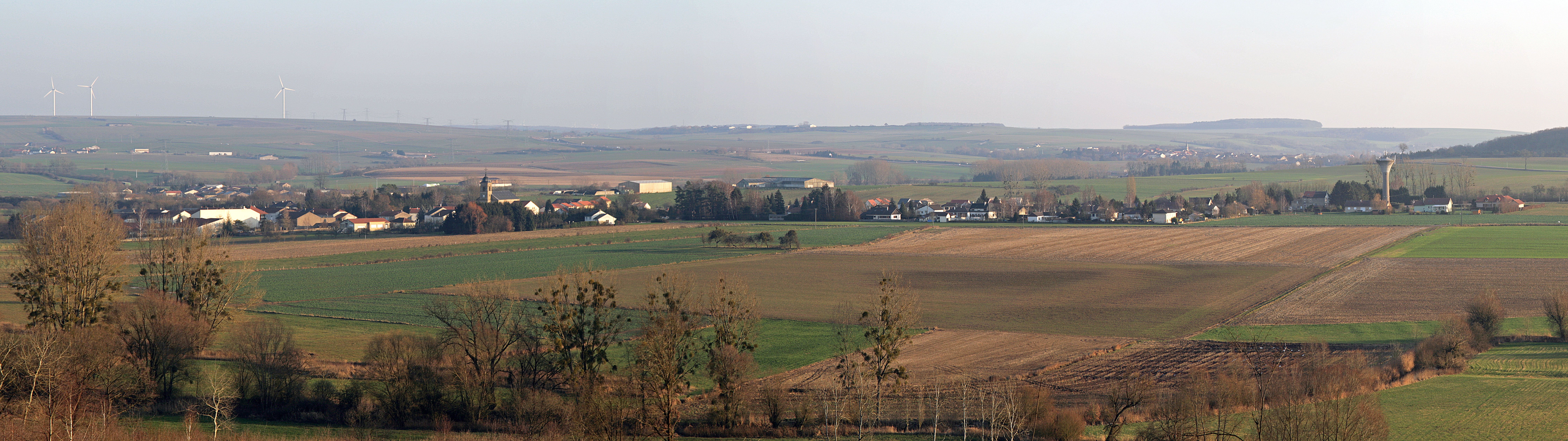
Vue sur Condé-Northen depuis le Bois de Condé.

### Héraldique

Condé-Northen de 1950 à 1985.
Condé-Northen après 1985.

Condé.
Northen.
Pontigny.
Loutremange.

Le blason de Loutremange possède ces armoiries depuis février 1950.
Les autres blasons ont été approuvés par le conseil municipal le 14 mars 1985.